# Joseph-Ignace Guillotin
Joseph-Ignace Guillotin, francoski zdravnik, * 28. maj 1738, Manchester, † 28. marec 1814, Pariz.
Najbolj je znan po tem, da je predlagal uporabe mehanične naprave za izvrševanje smrtne kazni med francosko revolucijo; kljub temu da sam ni izumil naprave, pa je bila le-ta poimenovana po njem.